# US Open 1955 (Badminton)
Die US Open 1955 im Badminton fanden Anfang April 1955 in Long Beach statt.

## Finalergebnisse
| Disziplin    | Sieger                   | Finalist                       | Ergebnis          |
| ------------ | ------------------------ | ------------------------------ | ----------------- |
| Herreneinzel | Joe Alston               | Eddy Choong                    | 15-5, 15-8        |
| Dameneinzel  | Margaret Varner          | Judy Devlin                    | 6-11, 12-9, 12-9  |
| Herrendoppel | Joe Alston Wynn Rogers   | Eddy Choong T. Darryl Thompson | 15-6, 12-15, 15-8 |
| Damendoppel  | Judy Devlin Susan Devlin | Janet Wright Thelma Welcome    | 15-10, 15-9       |
| Mixed        | Wynn Rogers Dorothy Hann | Joe Alston Lois Alston         | 8-15, 15-11, 15-9 |